# THE DOLL
『THE DOLL』（ザ・ドル）は、Youjeenの1枚目のスタジオ・アルバムである。2001年7月25日発売。

## 概要
Youjeenの日本発売デビューアルバム。全曲Jによるプロデュース・編曲。

## 収録内容
1. Apple for your thoughts
  - 作詞：3+3・Youjeen
  - 作曲：Youjeen・J
2. HEY JERKS
  - 作詞：J
  - 作曲：フランツ・ストール
  - 1stシングル。
3. HAPPY HAPPY DOLL
  - 作詞：Youjeen・J
  - 作曲：フランツ・ストール
4. WITCH
  - 作詞：Youjeen
  - 作曲：J
  - 1stシングル「HEY JERKS」のカップリング。
5. ANOTHER
  - 作詞：J
  - 作曲：フランツ・ストール
6. Someday
  - 作詞・作曲：J
  - 2ndシングル。
7. Fly away
  - 作詞：J
  - 作曲：フランツ・ストール
8. HIGHER [ENGLISH VERSION]
  - 作詞：J・Youjeen・3+3
  - 作曲：J
  - 2ndシングル「Someday」のカップリング。
9. Imitation,…you
  - 作詞：Youjeen・J
  - 作曲：J・Youjeen
10. Good-bye
  - 作詞：3+3・Youjeen
  - 作曲：J・Youjeen
11. Beautiful Days
  - 作詞・作曲：J・Youjeen
  - ANB系「ビートたけしのTVタックル」エンディング・テーマ。
  - 3rdシングル。
12. 귀찮아（クィチャンハ）
  - 隠しトラック。
  - 韓国語で「面倒くさい」の意味、韓国語で歌う。